# Ariane Hingst
Ariane Hingst (Berlino, 25 luglio 1979) è un'ex calciatrice tedesca, di ruolo difensore e centrocampista; con 174 presenze nel periodo 1996-2011 con la maglia della nazionale tedesca, detiene il terzo posto nella classifica delle presenze.

## Palmarès

### Club

#### Competizioni nazionali
- Campionato tedesco: 2

Turbine Potsdam: 2003-2004, 2005-2006
- Coppa di Germania: 4

Turbine Potsdam: 2003-2004, 2004-2005, 2005-2006
1. FFC Francoforte: 2010-2011
- DFB-Hallenpokal der Frauen: 2

Turbine Potsdam: 2003-2004, 2004-2005

#### Competizioni internazionali
- UEFA Women's Cup: 1

Turbine Potsdam: 2004-2005

### Nazionale

#### Olimpiadi
- Bronzo a Sydney 2000.
- Bronzo a Atene 2004.
- Bronzo a Pechino 2008.

### Mondiali
- Oro a Germania 2003.
- Oro a Cina 2007.

### Europei
- Oro a Norvegia e Svezia 1997.
- Oro a Germania 2001.
- Oro a Inghilterra 2005.
- Oro a Finlandia 2009.